# Empis itoiana
Empis itoiana är en tvåvingeart som beskrevs av Frey 1953. Empis itoiana ingår i släktet Empis och familjen dansflugor. Inga underarter finns listade i Catalogue of Life.